# طولانی‌ترین مسافت کشتار ثبت‌شده توسط سلاح تک‌تیراندازی

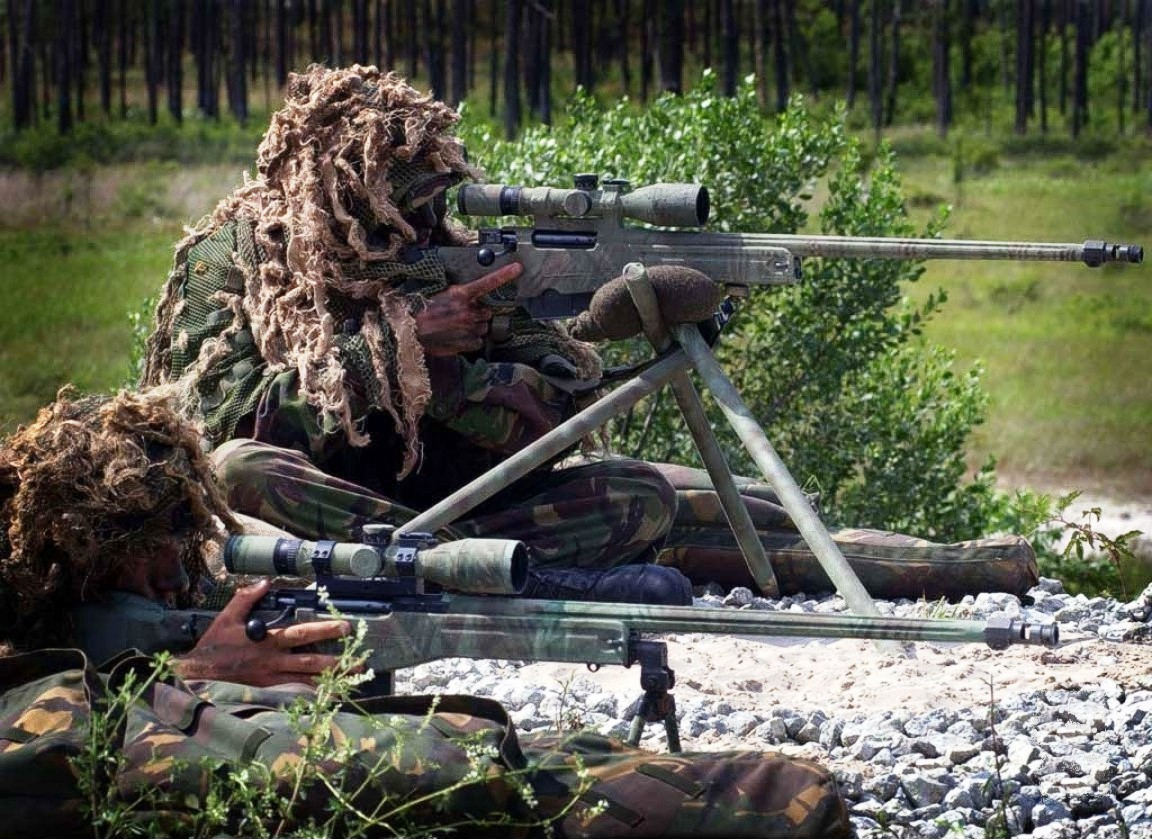
تک‌تیراندازان سپاه تفنگداران دریایی سلطنتی بریتانیا با اسلحه L115A1. این سلاح‌ها شبیه به سلاح برد بلند L115A3 هستند که توسط کریگ هریسون مورد استفاده قرار گرفته شده‌است، اما مجهز به دستگاه‌های نشانه روی تلسکوپی Schmidt & Bender 3-12x50 PM II می‌باشد.

گزارش‌های مربوط به طولانی‌ترین مسافت کشتار ثبت‌شده توسط سلاح تک‌تیراندازی که حاوی اطلاعاتی در مورد فاصله تیراندازی و هویت تک‌تیرانداز است، از سال ۱۹۶۷ به عموم مردم ارائه شده‌است. همان‌طور که تسلیحات، مهمات و کمک‌ها برای تعیین راه‌حل‌های سلاح‌های بالستیک بهبود می‌یابد، فاصله‌ای که می‌توان یک هدف را مورد اصابت قرار داد نیز افزایش یافته‌است. در اواسط سال ۲۰۱۷ گزارش شد که یک اپراتور نیروهای ویژه کانادایی مستقر در عراق که نامش فاش نشده، رکورد جدیدی را با ۳٬۵۴۰ متر (۳٬۸۷۱ یارد) به ثبت رسانده‌است و رکوردی را که قبلاً در اختیار یک تک تیرانداز استرالیایی (همچنین با نام نامشخص) با ۲٬۸۱۵ متر (۳٬۰۷۹ یارد) بوده شکسته شده‌است.

## تکنولوژی سلاح تک تیراندازی
اگرچه تجهیزات بصری مانند مسافت‌یاب و ماشین حساب‌های بالستیک تا حد زیادی محاسبات دستی برای تعیین ارتفاع و باد را حذف کرده‌اند، اما اصول اولیه تیراندازی از دور دقیق و صحیح اساساً از تاریخ اولیه تیراندازی یکسان باقی مانده‌است و مهارت و آموزش تیرانداز و در صورت لزوم کمک تیرانداز، از عوامل اصلی هستند. کارایی و دقت مهمات و تسلیحات گرم نیز هنوز عمدتاً به عوامل انسانی و توجه به جزئیات حداکثر کارایی در فرایند پیچیده تولید وابسته است.
روش مدرن تیراندازی از راه دور (تیراندازی بیش از ۱٬۱۰۰ متر یا ۰٫۷ مایل) نیاز به آموزش و تمرین شدید دارد. یک تک‌تیرانداز باید توانایی تخمین دقیق عوامل مختلفی مانند فاصله تیرانداز از هدف، جهت باد، سرعت باد، تراکم هوا، ارتفاع و حتی اثر کوریولیس را داشته باشد که بر مسیر و نقطه برخورد گلوله تأثیر می‌گذارد. اشتباهات در تخمین طول مسافت انجام می‌شود و می‌تواند باعث شود که آن ضربه غیر کشنده باشد یا به‌طور کامل از دست برود. هر ترکیب معینی از سلاح گرم و مهمات دارای یک مقدار مرتبط خواهد بود که خطای دایره ای محتمل (CEP) شناخته می‌شود و به عنوان شعاع دایره‌ای تعریف می‌شود که انتظار می‌رود مرز آن حاوی نقاط برخورد نیمی از گلوله‌های شلیک شده باشد.
اگر تیرانداز مایل به بهبود دقت، افزایش برد یا هر دو باشد، دقت تخمین عوامل خارجی باید متناسب با آن بهبود یابد. در مسافت‌های طولانی، تخمین‌های بسیار دقیق مورد نیاز است و حتی با دقیق‌ترین تخمین‌ها، ضربه به هدف در معرض عوامل غیرقابل کنترلی قرار می‌گیرد. به عنوان مثال، تفنگی که قادر به شلیک ½ یا ۰٫۵ دقیقه قوسی (تقریباً ۰٫۵ اینچ از مرکز تا مرکز دو سوراخ دورتر از هم هستند) گروه ۵ مرتبه (اغلب به عنوان «گروه بندی» نامیده می‌شود) در ۱۰۰ یارد، از نظر تئوری یک گروه ۱۲٫۵ اینچی در ۲۵۰۰ یاردی را شلیک می‌کند (۱۲٫۵ = ۲۵۰۰/۱۰۰ × ۰٫۵). مگر اینکه گروه به‌طور کامل روی هدف در ۱۰۰ یارد متمرکز شود، در اینصورت گروه ۲۵۰۰ یاردی ۲۵ برابر خطای خارج از مرکز در ۱۰۰ یارد متمرکز خواهد شد. این مثال همه عوامل دیگر را نادیده می‌گیرد و شرایط تیراندازی بدون باد، سرعت دهانه و عملکرد بالستیک یکسان را برای هر شلیک فرض می‌کند.

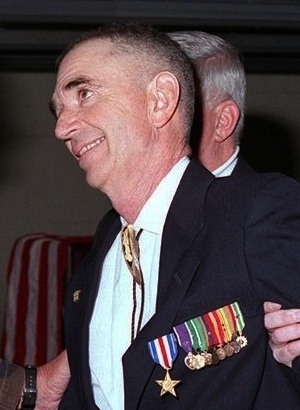
کارلوس هاتکاک در ۱۹۹۶

گروهبان سپاه تفنگداران دریایی ایالات متحده آمریکا، کارلوس هاتکاک یک کشتار تأیید شده از فاصله ۲٬۲۸۶ متر (۲٬۵۰۰ یارد) در جنگ ویتنام به ثبت رسانده‌است که عمده دلیل موفقیت او بخاطر توقف دوچرخه سرباز دشمن در نقطه‌ای بود که هاتکاک هنگام مشاهده با مسلسل سنگین ام۲ برونینگ خود به آن شلیک کرده بود.
اگرچه دستگاه‌هایی مانند مسافت‌یاب لیزری، تجهیزات اندازه‌گیری هواشناسی دستی، رایانه‌های دستی و نرم‌افزارهای پیش‌بینی بالستیک می‌توانند به افزایش دقت (یعنی کاهش CEP) کمک کنند، اما به استفاده مناسب و آموزش متکی هستند. علاوه بر این، به عنوان ابزار اندازه‌گیری، آنها در معرض نقص و خطاهای اندازه‌گیری هستند. ابزارهای هواشناسی دستی فقط شرایط را در مکانی که مورد استفاده قرار می‌گیرند اندازه‌گیری می‌کنند. جهت و سرعت باد می‌تواند به‌طور چشمگیری در طول مسیر گلوله متفاوت باشد.

## تاریخچه
علم تیراندازی دوربرد در جنگ ویتنام به ثمر نشست. کارلوس هاتکاک، گروهبان سپاه تفنگداران دریایی ایالات متحده آمریکا، رکورد را از سال ۱۹۶۷ تا ۲۰۰۲ با ۲٬۲۸۶ متر (۲٬۵۰۰ یارد) در اختیار داشت. او ۹۳ کشتار رسمی را ثبت کرد. پس از بازگشت به ایالات متحده، هاتکاک به تأسیس مدرسه تک تیراندازی تفنگداران دریایی در پایگاه نیروی دریایی کوانتیکو ویرجینیا کمک کرد.
هاتکاک علاوه بر موفقیت خود به عنوان تک تیرانداز طلایه دار تفنگداران دریایی ایالات متحده در طول اعزام‌های متعدد به ویتنام، در چندین تیم تیراندازی تفنگداران دریایی حضور داشت. همچنین برنده جام ویمبلدون ۱۹۶۶ شد که توسط برنده مسابقات قهرمانی ملی تفنگ پرقدرت ۱۰۰۰ یارد ایالات متحده به دست می‌آید. او حتی پس از اینکه در جریان حمله به یک خودروی نفربر زرهی آبی-خاکی که در تلاش برای نجات سربازان دیگر سوار بر آن بود سوخت، و پس از تشخیص بیماری ام اس، به خدمت، تیراندازی و آموزش ادامه داد. در ویتنام، هاتکاک همچنین ماموریت‌هایی را که یکی از آنها شامل یک شلیک کشنده که تیر او از طریق دوربین نشانه‌روی اسلحه تک تیراندازی دشمن رد شد و هدف را کشت و دیگری یک کمین انفرادی چند روزه و کشتن یک ژنرال دشمن بود را انجام داد.

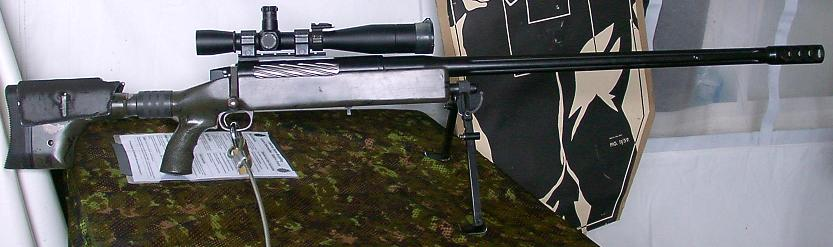
سلاح McMillan Tac-50 مورد استفاده توسط راب فرلانگ

رکورد هاتکاک تا زمانی که یک تک‌تیرانداز کانادایی به نام گروهبان آرون پری از پیاده‌نظام سبک پرنسس پاتریشیا کانادا، با شلیک ۲٬۳۱۰ متری (۲٬۵۲۶ یارد) آن را شکست، پابرجا بود. پری تنها چند روز این عنوان را حفظ کرد، زیرا مرد دیگری در واحد خود، گروهبان راب فرلانگ، در مارس ۲۰۰۲ با شلیک ۲٬۴۳۰ متری (۲٬۶۵۷ یارد) رکورد پری را شکست. پری و فرلانگ بخشی از یک تیم تک‌تیرانداز شش نفره در جریان عملیات آناکوندا که سال ۲۰۰۲ در جنگ افغانستان انجام شد، بودند.
رکورد راب فرلانگ توسط یک سرباز بریتانیایی، گروهبان کریگ هریسون از سواره نظام بلوز اند رویالز، که دو تیر ۲٬۴۷۵ متری (۲٬۷۰۷ یارد) متوالی (تأیید شده توسط GPS) را در نوامبر ۲۰۰۹ مجدداً در جنگ افغانستان شلیک کرد شکسته شد. در پی این دو شلیک، او دو شورشی طالبان را به صورت متوالی هدف قرار داد که منجر به مرگ هر دوی آن‌ها شد. هریسون دو تیربارچی طالبان را با شلیک گلوله‌های ۸٫۵۹ میلی‌متری (۰٫۳۳۸ اینچ) که تقریباً ۵ ثانیه برای اصابت به هدف زمان برد و ۹۰۰ متر (۹۸۰ یارد) بیشتر از برد مؤثر سلاح تک تیرانداز L115A3 بود، از پای درآورد. گلوله سوم نیز تیربار شورشیان را منهدم کرد. تفنگ مورد استفاده توسط شرکت Accuracy International ساخته شده‌است.
در ژوئن ۲۰۱۷، یک تک‌تیرانداز ناشناس از کارگروه مشترک ۲ فرماندهی نیروهای عملیات ویژه کانادا (Joint Task Force 2)، رکورد سال ۲۰۰۹ را با بیش از ۱٬۰۰۰ متر (۱٬۱۰۰ یارد) با شلیک ۳٬۵۴۰ متری (۳٬۸۷۱ یارد) در جنگ داخلی عراق پشت سر گذاشت. مانند دو رکورد قبلی کانادا، یک McMillan Tac-50 با مهمات کالیبر ۵۰ بی‌ام‌جی استفاده شد.

## مرگ‌های تأیید شده۱٬۲۵۰ متر (۱٬۳۷۰ یارد)یا بیشتر
این فهرست جامع نیست، زیرا چنین داده‌هایی معمولاً تحت هیچ روش رسمی ردیابی یا مدیریت نمی‌شوند. به عنوان مثال، تیم تک‌تیرانداز ارتش کانادا در سال ۲۰۰۲ که دو سرباز آن (آرون پری/۲٬۳۱۰ متر و راب فرلانگ/۲٬۴۳۰ متر) را می‌توان مشاهده کرد که رکوردهای جدیدی را به ثبت رسانده‌اند در حالی که این دو همچنین تعدادی کشتار در مسافت ۱٬۵۰۰ متری (۱٬۶۰۰ یارد) انجام داده‌اند که در اینجا به حساب نمی‌آیند. این فهرست همچنین نشان می‌دهد که در برخی موارد، یک فرماندهی نیروی مسلح ممکن است به دلایل امنیتی نام تک تیرانداز را مخفی کند.
| رتبه | تک‌تیرانداز                                                 | تاریخ        | مسافت                  | سلاح                            | مهمات                                        | ملیت                | واحد نظامی                                                                                                | نبرد                                                    | منابع                              |
| ---- | ---------------------------------------------------------- | ------------ | ---------------------- | ------------------------------- | -------------------------------------------- | ------------------- | --- | ------------------------------------------------------- | ---------------------------------- |
| ۱    | ویاچسلاو کوالسکی                                           | نوامبر ۲۰۲۳  | ۳٬۸۰۰ متر (۴٬۱۵۶ یارد) | Horizon's Lord (Volodar Obriyu) | 12.7×114mm HL                                | اوکراین             | گروه ویژه آلفا، سرویس امنیتی اوکراین                                                                      | حمله روسیه به اوکراین                                   | [ ۲۰ ] [ ۲۱ ] [ ۲۲ ] [ ۲۳ ] [ ۲۴ ] |
| ۲    | تک تیرانداز JTF-2 (نام محفوظ)                              | می ۲۰۱۷      | ۳٬۵۴۰ متر (۳٬۸۷۱ یارد) | McMillan Tac-50                 | کالیبر ۵۰ بی‌ام‌جی آتش‌زا/ضدزره                 | کانادا              | کارگروه مشترک ۲، فرماندهی نیروهای عملیات ویژه کانادا، نیروهای مسلح کانادا                                 | جنگ داخلی عراق                                          | [ ۱ ] [ ۲ ] [ ۳ ] [ ۴ ]            |
| ۳    | تک تیرانداز 2 Cdo Rgmt (نام محفوظ)                         | آوریل ۲۰۱۲   | ۲٬۸۱۵ متر (۳٬۰۷۹ یارد) | بارت ام۸۲آ۱                     | 12.7mm MP NM140F2 Grade A (کالیبر ۵۰ بی‌ام‌جی) | استرالیا            | هنگ دوم تکاور، فرماندهی عملیات ویژه استرالیا، نیروی دفاع استرالیا                                         | جنگ در افغانستان                                        | [ ۲۵ ]                             |
| ۴    | گروهبان سواره نظام کریگ هریسون                             | نوامبر ۲۰۰۹  | ۲٬۴۷۵ متر (۲٬۷۰۷ یارد) | Accuracy International L115A3   | .338 Lapua Magnum LockBase B408 bullets      | بریتانیا            | بلوز اند رویالز، هاوسهولد کاورلی، نیروی زمینی بریتانیا                                                    | جنگ در افغانستان                                        | [ ۱۷ ] [ ۲۶ ] [ ۲۷ ] [ ۲۸ ]        |
| ۵    | گروهبان راب فرلانگ                                         | مارس ۲۰۰۲    | ۲٬۴۳۰ متر (۲٬۶۵۷ یارد) | McMillan Tac-50                 | کالیبر ۵۰ بی‌ام‌جی                             | کانادا              | گردان سوم، پیاده‌نظام سبک پرنسس پاتریشیا کانادا، نیروهای مسلح کانادا                                       | جنگ در افغانستان                                        | [ ۱۹ ] [ ۴ ]                       |
| ۶    | سرگروهبان آرون پری                                         | مارس ۲۰۰۲    | ۲٬۳۱۰ متر (۲٬۵۲۶ یارد) | McMillan Tac-50                 | کالیبر ۵۰ بی‌ام‌جی                             | کانادا              | گردان سوم، پیاده‌نظام سبک پرنسس پاتریشیا کانادا، نیروهای مسلح کانادا                                       | جنگ در افغانستان                                        | [ ۱۹ ] [ ۴ ]                       |
| ۷    | گروهبان برایان کرمر                                        | اکتبر ۲۰۰۴   | ۲٬۳۰۰ متر (۲٬۵۱۵ یارد) | بارت ام۸۲آ۱                     | Raufoss NM140 MP (کالیبر ۵۰ بی‌ام‌جی)          | ایالات متحده آمریکا | گردان دوم تکاور، هنگ ۷۵ تکاوران، نیروی زمینی ایالات متحده آمریکا                                          | جنگ عراق                                                | [ ۲۹ ]                             |
| ۸    | گروهبان کارلوس هاتکاک                                      | فوریه ۱۹۶۷   | ۲٬۲۸۶ متر (۲٬۵۰۰ یارد) | ام۲ برونینگ                     | کالیبر ۵۰ بی‌ام‌جی                             | ایالات متحده آمریکا | هنگ هفتم دریایی، لشکر ۱ دریایی، سپاه تفنگداران دریایی ایالات متحده آمریکا                                 | جنگ ویتنام                                              | [ ۸ ]                              |
| ۹    | تک تیرانداز اپراتور نیروهای ویژه آفریقای جنوبی (نام محفوظ) | اوت ۲۰۱۳     | ۲٬۱۲۵ متر (۲٬۳۲۴ یارد) | Denel NTW-20                    | 14.5×114mm                                   | آفریقای جنوبی       | تیپ نیروهای ویژه آفریقای جنوبی، بخش عملیات مشترک، نیروی دفاع ملی آفریقای جنوبی                            | ماموریت پایدار سازی سازمان ملل در جمهوری دموکراتیک کنگو | [ ۳۰ ] [ ۳۱ ] [ ۳۲ ] [ ۳۳ ]        |
| ۱۰   | سرجوخه نیکلاس رانستاد                                      | ژانویه ۲۰۰۸  | ۲٬۰۹۲ متر (۲٬۲۸۸ یارد) | بارت ام۸۲آ۱                     | کالیبر ۵۰ بی‌ام‌جی                             | ایالات متحده آمریکا | اسکادران ۱، هنگ ۹۱ سواره نظام، نیروی زمینی ایالات متحده آمریکا                                            | جنگ در افغانستان                                        | [ ۳۴ ]                             |
| ۱۱   | ناواستوار کریس کایل                                        | اوت ۲۰۰۸     | ۱٬۹۲۰ متر (۲٬۱۰۰ یارد) | McMillan Tac-338                | .338 Lapua Magnum                            | ایالات متحده آمریکا | SEAL تیم ۳، ستاد فرماندهی جنگاوری ویژه نیروی دریایی ایالات متحده آمریکا، نیروی دریایی ایالات متحده آمریکا | جنگ عراق                                                | [ ۳۵ ] [ ۳۶ ]                      |
| ۱۲   | گروهبان کریستوفر رینولدز                                   | اوت ۲۰۰۹     | ۱٬۸۵۳ متر (۲٬۰۲۶ یارد) | Accuracy International L115A3   | .338 Lapua Magnum LockBase B408 bullets      | بریتانیا            | گردان ۳ هنگ سلطنتی اسکاتلند، هنگ سلطنتی اسکاتلند، نیروی زمینی بریتانیا                                    | جنگ در افغانستان                                        | [ ۳۷ ]                             |
| ۱۳   | تک تیرانداز نیروی زمینی عربستان سعودی (نام محفوظ)          | ژانویه ۲۰۱۶  | ۱٬۷۰۰ متر (۱٬۸۵۹ یارد) | PGW Defence Technology LRT-3    | کالیبر ۵۰ بی‌ام‌جی                             | عربستان سعودی       | نیروی زمینی عربستان سعودی، نیروهای مسلح عربستان سعودی                                                     | جنگ داخلی یمن                                           | [ ۳۸ ]                             |
| ۱۴   | گروهبان استیو رایکرت                                       | آوریل ۲۰۰۲   | ۱٬۶۱۴ متر (۱٬۷۶۵ یارد) | بارت ام۸۲آ۳                     | Raufoss NM140 MP (کالیبر ۵۰ بی‌ام‌جی)          | ایالات متحده آمریکا | گردان دوم، هنگ دوم دریایی، سپاه تفنگداران دریایی ایالات متحده آمریکا                                      | جنگ عراق                                                | [ ۳۹ ]                             |
| ۱۵   | بیلی دیکسون                                                | ژوئن ۱۸۷۴    | ۱٬۴۰۶ متر (۱٬۵۳۸ یارد) | Sharps .50–90                   | .50-90 Sharps                                | ایالات متحده آمریکا | غیرنظامی، شکارچی بوفالو                                                                                   | جنگ‌های سرخ‌پوستان                                        | [ ۴۰ ]                             |
| ۱۶   | تک تیرانداز نیروی زمینی نروژ (نام محفوظ)                   | نوامبر ۲۰۰۷  | ۱٬۳۸۰ متر (۱٬۵۰۹ یارد) | بارت ام۸۲آ۱                     | Raufoss NM140 MP (کالیبر ۵۰ بی‌ام‌جی)          | نروژ                | گردان دوم، نیروی زمینی نروژ                                                                               | جنگ در افغانستان                                        | [ ۴۱ ]                             |
| ۱۷   | گروهبان ولادیمیر ایلین                                     | ۱۹۸۵         | ۱٬۳۵۰ متر (۱٬۴۷۶ یارد) | دراگونوف                        | 7.62×54mmR 7N1                               | اتحاد جماهیر شوروی  | هنگ ۳۴۷ گارد مستقل هوابرد، نیروهای زمینی شوروی                                                            | جنگ شوروی در افغانستان                                  | [ ۴۲ ]                             |
| ۱۸   | گروهبان براندون مک‌گوایر                                    | آوریل ۲۰۰۷   | ۱٬۳۱۰ متر (۱٬۴۳۳ یارد) | ام۱۰۷ (ام۸۲آ۱)                  | Raufoss NM140 MP (کالیبر ۵۰ بی‌ام‌جی)          | ایالات متحده آمریکا | گردان سوم، هنگ ۵۰۹ پیاده‌نظام، نیروی زمینی ایالات متحده آمریکا                                             | جنگ عراق                                                | [ ۴۳ ]                             |
| ۱۹   | استوار هربرت اسلی                                          | فوریه ۱۹۱۸   | ۱٬۲۸۰ متر (۱٬۴۰۰ یارد) | اسپرینگفیلد ام۱۹۰۳              | .30–06 (۷7.62×63mm)                          | ایالات متحده آمریکا | نیروهای اعزامی آمریکا، نیروی زمینی ایالات متحده آمریکا                                                    | جنگ جهانی اول                                           | [ ۴۴ ]                             |
| ۲۰   | تک تیرانداز ارتش ایالات مؤتلفه (نام ناشناخته)              | دسامبر ۱۸۶۴  | ۱٬۲۷۱ متر (۱٬۳۹۰ یارد) | Whitworth Rifle                 | .451 caliber hexagonal bullet                | ایالات متحده آمریکا | نیروهای کارولینای جنوبی، ارتش ایالات مؤتلفه                                                               | جنگ داخلی آمریکا                                        | [ ۴۵ ]                             |
| ۲۱   | گروهبان جیم گیلیلند                                        | سپتامبر ۲۰۰۵ | ۱٬۲۵۰ متر (۱٬۳۶۷ یارد) | اسلحه تک تیرانداز ام۲۴          | 7.62×51mm NATO                               | ایالات متحده آمریکا | گردان دوم، هنگ ۶۹ زرهی، نیروی زمینی ایالات متحده آمریکا                                                   | جنگ عراق                                                | [ ۴۶ ]                             |